# آلبرت سلیم‌اف
آلبرت سلیم‌اف (روسی: Альберт Шевкетович Селимов؛ زادهٔ ۵ آوریل ۱۹۸۶) ورزشکار بوکس اهل روسیه است.
وی در مسابقات کشوری و بین‌المللی در مجموع برندهٔ ۵ مدال طلا، ۲ مدال نقره، ۱ مدال برنز شده‌است.